# Castillon (Lembeye kanton)
Castillon település Franciaországban, Pyrénées-Atlantiques megyében, Lembeye kantonban. Lakosainak száma 78 fő (2022. január 1.).  Helyi nemhivatalos neve Castillon-de-Lembeye.

## Fekvése
Castillon Arricau-Bordes, Corbère-Abères, Escurès, Gayon, Lespielle és Séméacq-Blachon községekkel határos.

## Népesség
A település népességének változása:
| Lakosok száma | 61   | 68   | 70   | 69   | 69   | 69   | 71   | 74   | 78   |
|               | 2013 | 2015 | 2016 | 2017 | 2018 | 2019 | 2020 | 2021 | 2022 |